# Mart Ojavee
Mart Ojavee, nascido a 9 de novembro de 1981 em Tallin, é um ciclista estónio, membro da equipa Champion System desde 2010 até 2013. Profissional desde 2004, ganhou o Grande Prêmio Tallin-Tartu em 2008.

## Palmarés
2007
- 2 etapas do FBD Insurance Rás
- 1 etapa do Volta à Bulgária

2008
- 1 etapa dos Cinco Anéis de Moscovo
- Grande Prêmio Tallin-Tartu
- 1 etapa do Way to Pekin

2009
- Grande Prêmio Donetsk

2011
- Campeonato da Estónia em Estrada
- 3.º no Campeonato da Estónia Contrarrelógio